# سلوتشولمن
سلوتشولمن (بالإنجليزية: Slotsholmen)، هي جزيرة تقع في ميناء كوبنهاغن في الدنمارك، وتشكل جزءًا من مركز مدينة كوبنهاغن. يعود اسم الجزيرة إلى القلاع والقصور التي تعاقبت على بنائها فيها، بدءًا من القلعة الأولى التي شيدها الأسقف أبسالون عام 1167 في الموقع الذي يقف فيه اليوم قصر كريستيانسبورج.
تم الاعتراف بالجزيرة كمركز للحكومة الدنماركية منذ العصور الوسطى، وغالبًا ما يُطلق عليها اسم "جزيرة القوة". تحيط بها مبانٍ تابعة للمؤسسات الحكومية المركزية والوزارات، ولذلك يُستخدم اسم "سلوتس هولمن" (Slotsholmen) بشكل شائع كمصطلح مجازي يشير إلى الإدارة الحكومية الدنماركية بأكملها.
يهيمن على الجزيرة قصر كريستيانسبورج الضخم الذي يضم البرلمان الدنماركي والمحكمة العليا في البلاد، بالإضافة إلى مكتب رئيس الوزراء وغرف الدولة الملكية. كما تضم الجزيرة أبرز الوزارات، والأرشيف الوطني الدنماركي، والمكتبة الملكية الدنماركية، إلى جانب عدة متاحف ومبانٍ تاريخية منها بورصة كريستيان الرابع، والمستشارية، ومصنع الجعة الذي يعود إلى عهد كريستيان الرابع.